# Haplolejeunea
Haplolejeunea là một chi rêu trong họ Lejeuneaceae.